# La vedova e il piedipiatti
La vedova e il piedipiatti è una miniserie televisiva italiana composta originariamente da 6 episodi.

## La serie
Lo sceneggiato è stato trasmesso dal primo canale RAI dal 3 luglio al 7 agosto 1979, girato ancora in bianco e nero, scritto da Paolini e Silvestri e diretto da Mario Landi.
 
Attori fissi dei sei episodi erano Ave Ninchi, Enrico Papa, Veronica Lario, Giulio Platone e Luigi Palchetti.

## Trama
Avatar (Ave Ninchi), una vedova romagnola trapiantata a Torino, non essendo sufficiente la pensione che riceve, decide di affittare una camera del suo appartamento. L'affittuario è il giovane commissario Lombardi (Enrico Papa). Avatar, ottima cuoca e cartomante ma con un fiuto da Miss Marple, aiuta il giovane inquilino nelle sue indagini.
Altri personaggi sono Emilio (Giulio Platone), il portiere dello stabile, e sua figlia Maria Teresa (Veronica Lario). Una sottotrama sentimentale è dedicata ai rapporti di Lombardi con la fidanzata Sveva (che non appare mai in scena) e con Maria Teresa. Nonostante gli sforzi di Avatar per combinare un matrimonio fra i suoi due pupilli, Lombardi e Maria Teresa restano soltanto amici, anche quando il commissario rompe con la fidanzata.

## Musica
La sigla iniziale era il brano strumentale Passi nel buio di Carlo Esposito, la sigla finale il brano strumentale Clely di Antonio Altamura. Entrambi sono stati pubblicati nel 33 giri Caratteristici vari di Carlo Esposito e Antonio Altamura (Usignolo Edizioni Musicali, UST 369, 1979, LP).

## Episodi
| nº | Titolo                      | Prima visione  |
| -- | --------------------------- | -------------- |
| 1  | Una storia da 1.300 milioni | 3 luglio 1979  |
| 2  | Domenica prossima           | 10 luglio 1979 |
| 3  | Sardine in scatola          | 17 luglio 1979 |
| 4  | Parole di lode              | 24 luglio 1979 |
| 5  | Ci vuole un attaccapanni    | 31 luglio 1979 |
| 6  | Sangue di coniglio          | 7 agosto 1979  |

### Una storia da 1.300 milioni
- Altri interpreti: Franco Vaccaro, Enrico Osterman, Marilena Possenti, Nino Fuscagni, Luciano Turi, Consalvo Dell'Arti, Vira Silenti, Adolfo Fenoglio, Angela Cavo, Alberto Marchiò.

Trama

Un piccolo industriale scompare mentre sta portando dei soldi in Svizzera e nel Po viene ripescato il corpo di uno sconosciuto. Un altro industriale scompare e viene trovato il cadavere di un altro sconosciuto. Sarà Avatar a risolvere il caso.

### Domenica prossima
- Altri interpreti: Gianni Garko, Bob Marchese, Paolo Giusti, Laura Trotter, Renzo Ozzano, Santo Versace, Franco Boccomini.

Trama

Giacomo, autista in un supermercato, e Laura, commessa in una tintoria, non sanno se potranno sposarsi. Avatar, saputo che Giacomo ha un comportamento sospetto, convince i due giovani a farsi leggere le carte; viene così a sapere che Giacomo si è impegnato a fare da autista a una banda di rapinatori. Con il decisivo intervento del commissario Lombardi, Giacomo si salverà.  

### Sardine in scatola
- Altri interpreti: Giovanni Conforti, Wilma D'Eusebio, Tarcisio Platone, Franco Ferrarone, Clara Droetto, Ottavio Marcelli, Gabriella Andreini, Luigi Colli, Vera Larsimont, David Villon.

Trama

"Verruca", uno strozzino noto alla polizia, viene assassinato mentre sta mangiando sardine in scatola. I sospettati sono molti, stante l'attività illegale del morto, e Avatar si salva per poco da due attentati. Avatar scoprirà che la soluzione del caso sta nelle scatole di sardine che "Verruca" teneva nascoste. 

### Parole di lode
- Altri interpreti: Annabella Incontrera, Renzo Lori, Guerrino Crivello, Dorina Coreno, Walter Maestosi, Ivano Staccioli, Maria Grazia Grassini, Franco Silva, Franco Passatore, Nadia Ferrero.

Trama

Nicoleta Taddei, moglie di un industriale farmaceutico, è stata rapita. Le trattative vengono affidate all'avv. Labò, la cui moglie è accusata di un piccolo furto. Contemporaneamente dal parrucchiere di fiducia di Maria Teresa scompare un portasigarette. I vari personaggi sono tra loro intrecciati e il commissario, con l'aiuto di Avatar, risolverà il caso.

### Ci vuole un attaccapanni
- Altri interpreti: Renzo Rossi, Annarita Grapputo, Lorenzo Gobello, Luciano Turi, Sergio Tardioli, Giorgio Favretto, Angelo Botti, Alfredo Dari.

Trama

La rapina in una gioielleria si conclude con un morto. Unico indizio un impermeabile taglia 52. I sospettati sono almeno tre e Avatar riuscirà a dipanare la matassa.

### Sangue di coniglio
- Altri interpreti: Mario Erpichini, Massimo Mollica, Linda Sini, Mariella Furgiuele, Danilo Ballo, Guido Rimonda.

Trama

Avatar, alla ricerca di un attaccapanni per conto di Lombardi, si rivolge al laboratorio di un orfanotrofio ma capisce che c'è qualcosa di strano: solo tre bambini e strani educatori. Le rapine a due uffici postali convincono Lombardi che sia in preparazione un colpo più importante. Avatar troverà la soluzione con l'aiuto di Emilio.